# Paraergasilus longidigitus
Paraergasilus longidigitus är en kräftdjursart som beskrevs av Yin 1954. Paraergasilus longidigitus ingår i släktet Paraergasilus och familjen Ergasilidae. Inga underarter finns listade i Catalogue of Life.